# أيزو 3166-2:CA
أيزو 31166-2:CA هو الجزء المخصص لكندا في أيزو 3166-2، وهو جزء من معيار أيزو 3166 الذي نشرته المنظمة الدولية للتوحيد القياسي (أيزو)، والذي يُعرف رموز لأسماء التقسيمات الرئيسية (مثل الأقاليم، الجهات، المقاطعات أو الولايات) من جميع البلدان في ترميز أيزو 3166-1.
يتكون كل رمز من جزئين مفصولين بواصلة. الجزء الأول هو CA، وهو رمز وأيزو 3166-1 حرفي 2 للبلد. أما الجزء الثاني فهو عبارة عن حرفين.

## الرموز الحالية
| الرمز | التقسيم                   | الفئة  |
| ----- | ------------------------- | ------ |
| CA-AB | ألبرتا                    | مقاطعة |
| CA-BC | كولومبيا البريطانية       | مقاطعة |
| CA-MB | مانيتوبا                  | مقاطعة |
| CA-NB | نيو برونزويك              | مقاطعة |
| CA-NL | نيوفاوندلاند واللابرادور  | مقاطعة |
| CA-NS | نوفا سكوشا                | مقاطعة |
| CA-ON | أونتاريو                  | مقاطعة |
| CA-PE | جزيرة الأمير إدوارد       | مقاطعة |
| CA-QC | كيبك                      | مقاطعة |
| CA-SK | ساسكاتشوان                | مقاطعة |
| CA-NT | الأقاليم الشمالية الغربية | إقليم  |
| CA-NU | نونافوت                   | إقليم  |
| CA-YT | يوكون (إقليم)             | إقليم  |